# Santo contra Capulina
Santo contra Capulina es una película de comedia y acción mexicana de 1968, producida y escrita por Alfredo Zacarías, dirigida por René Cardona y protagonizada por Gaspar Henaine «Capulina», El Santo y Liza Castro. Ésta es la única película en la que Capulina alterna y actúa junto al Santo. Las escenas de la Lucha Libre Profesional son similares y/o diferentes a las de la película, El luchador fenómeno (1952), de Adalberto Martínez «Resortes» y Wolf Ruvinskis. Esta película es la segunda parte de una trilogía de películas de acción y cine de luchadores, que comenzó con Cada quien su lucha (1966), con Viruta y Capulina, y finalizó con El investigador Capulina (1975), de Capulina, Superzan y Tinieblas).

## Sinopsis
Capulina trabaja como velador (más interesado en checar su tarjeta y dormir siestas) en un almacén de correos donde van los paquetes que nadie reclama. En una de sus "siestas" unos ladrones roban unos objetos de cerámica. El Santo investiga y descubre una banda de criminales (liderados por Cedric) que se dedican al tráfico de diamantes y al tratar de capturar a estos criminales Capulina solo entorpece la captura. Para redimirse de su error, Capulina se hará pasar por el Santo para acabar con la banda de Cedric quienes tienen a un científico secuestrado junto a su hija, para crear robots clones de la gente que intentaran matar al Santo, creando uno de Capulina al que enfrentarán el Santo y el propio Capulina generándose confusiones y problemas.

## Elenco
- Gaspar Henaine como Capulina / Clon de Capulina
- El Santo como Él mismo
- Liza Castro como hija del científico
- Crox Alvarado como jefe de policía
- Carlos Agostí como Cedric
- Ángel Di Stefani como jefe de Capulina
- Miguel Gómez Checa como científico
- Marisela Irigoyen como mujer robot
- Juan Garza como secuaz
- Nathanael León "Frankenstein" como secuaz